# Ляська (Хойницький повіт)
Ляська (пол. Laska) — село в Польщі, у гміні Бруси Хойницького повіту Поморського воєводства.
У 1975-1998 роках село належало до Бидгощського воєводства.